# Rocket (альбом)
| Совокупная оценка    | Совокупная оценка |
| Источник             | Оценка            |
| -------------------- | ----------------- |
| AnyDecentMusic?      | 7.7/10            |
| Metacritic           | 82/100            |
| Оценки критиков      |                   |
| Источник             | Оценка            |
| AllMusic             | [ 6 ]             |
| The A.V. Club        | B+                |
| Consequence of Sound | B+                |
| DIY                  | [ 9 ]             |
| Exclaim!             | 9/10              |
| The Guardian         | [ 11 ]            |
| MusicOMH             | [ 12 ]            |
| Pitchfork            | 8.4/10            |
| Q                    | [ 13 ]            |
| Uncut                | 6/10              |

Rocket — седьмой студийный альбом американского музыканта Александра Джаннасколи, известного как Alex G, вышедший 19 мая 2017 года на независимом лейбле Domino Recording Company. Продюсером был сам Alex G.

## Релиз
2 марта 2017 года Джаннасколи объявил, что его седьмой студийный альбом Rocket выйдет 19 мая. Анонсирование сопровождалось выпуском первых двух синглов, «Bobby» и «Witch», первый был в сопровождении музыкального видео, снятого Колином Акчионе (который играл на басу в двух треках альбома). 4 апреля Джаннасколи объявил о смене своего сценического имени с Alex G на (Sandy) Alex G и поделился ещё одним синглом «Proud» вместе с музыкальным видео. 4 мая он поделился ещё двумя синглами, «Brick» и «Sportstar», с клипом на последний.

## Отзывы
Альбом получил положительные отзывы музыкальной критики и интернет-изданий. Он получил 82 из 100 баллов на интернет-агрегаторе Metacritic, что свидетельствует о «всеобщем признании».
В статье для Pitchfork Ян Коэн сказал: «Иногда откровения, которые приходят, когда художник раскрывает тайны своей работы, действительно ничем не заменишь. Но это, безусловно, причина, почему Rocket кажется одним из самых бесконечно щедрых альбомов года, поскольку сдержанность Алекса Джи — это наш подарок, который продолжает дарить». Марси Донелсон из AllMusic заявила, что Джаннасколи «далёк от того, чтобы угождать мейнстриму, но через всё это проходят тоскливые аккорды и прогрессии, которые являются визитной карточкой его звучания, выступая в качестве звуковой сквозной линии. Также альбом объединяет непосредственный, разговорный вокал и, в равной степени, впечатление, что аккомпанирующий состав собрался в кружок и играет на слух». Дэвид Саклла из Consequence of Sound сказал в рецензии: «Каким бы непостижимым он порой ни был, Джаннасколи никогда не изменяет своей цели, делая Rocket своим самым развитым и совершенным альбомом».
Критик из The A.V. Club Джош Терри сказал в своём обзоре: «Хотя Rocket иногда кажется беспорядочным, только такой плодовитый и раскованный автор песен, как Джаннасколи, может сделать хаос настолько захватывающим и воздействующим». Сэм Шепард из MusicOMH написал: «Мастерство Алекса Джи заключается в том, что он берётся за сложные темы и сжимает их в самые замечательные ядра поп-музыки, и в очередной раз ему это удалось». Уилл Ричардс из DIY сказал: «Замедление и совершенствование своей работы позволило Алексу найти время, чтобы сделать Rocket блестяще продуманным следующим шагом. Это также его самая запоминающаяся пластинка». Сэмми Мейн из The Quietus написал: «Сырая и временами свирепая навигация альбома парит в своей серьёзной подаче и знаменует собой определяющий карьеру релиз для (Санди) Алекса Джи». Автор The Guardian Харриет Гибсон заявила: «Временами это неприятно, но у Rocket нет амбиций устроить званый ужин. Бешеная смена эмоций — как внутренний монолог человека с адским похмельем в ATP в 2009 году — это сложное, амбициозное продвижение вперед».

### Итоговые списки
| Публикация           | Список                        | Ранг | Ссылка |
| -------------------- | ----------------------------- | ---- | ------ |
| Clash                | Albums of the Year 2017       | 41   | [ 20 ] |
| Consequence of Sound | Top 50 Albums of 2017         | 26   | [ 3 ]  |
| Crack Magazine       | The Top 100 Albums of 2017    | 30   | [ 21 ] |
| Digital Trends       | 50 Best Albums of 2017        | 25   | [ 22 ] |
| Esquire              | The Best Albums of 2017       | 5    | [ 23 ] |
| Exclaim!             | Top 20 Pop & Rock Albums      | 16   | [ 24 ] |
| musicOMH             | Top 50 Albums Of 2017         | 33   | [ 25 ] |
| NME                  | Albums of the Year 2017       | 40   | [ 26 ] |
| Noisey               | The 100 Best Albums of 2017   | 20   | [ 27 ] |
| Pitchfork            | The 50 Best Albums of 2017    | 48   | [ 28 ] |
| PopMatters           | The 60 Best Albums of 2017    | 51   | [ 2 ]  |
| Spin                 | 50 Best Albums of 2017 So Far | 44   | [ 29 ] |
| Stereogum            | The 50 Best Albums of 2017    | 21   | [ 30 ] |
| Time Out New York    | 29 Best Albums of 2017        | 5    | [ 31 ] |
| Uproxx               | 50 Best Albums of 2017        | 46   | [ 32 ] |

## Список композиций
Слова и музыка всех песен — Alex Giannascoli.
| №                   | Название            | Длительность |
| ------------------- | ------------------- | ------------ |
| 1.                  | «Poison Root»       | 2:25         |
| 2.                  | «Proud»             | 4:57         |
| 3.                  | «County»            | 3:02         |
| 4.                  | «Bobby»             | 3:43         |
| 5.                  | «Witch»             | 2:40         |
| 6.                  | «Horse»             | 2:04         |
| 7.                  | «Brick»             | 2:12         |
| 8.                  | «Sportstar»         | 3:51         |
| 9.                  | «Judge»             | 2:30         |
| 10.                 | «Rocket»            | 1:59         |
| 11.                 | «Powerful Man»      | 3:39         |
| 12.                 | «Alina»             | 3:03         |
| 13.                 | «Big Fish»          | 2:12         |
| 14.                 | «Guilty»            | 3:34         |
| Общая длительность: | Общая длительность: | 41:46        |

## Чарты
| Чарт                                   | Высшая позиция |
| -------------------------------------- | -------------- |
| США (Billboard Top Heatseekers Albums) | 7              |
| США (Billboard Independent Albums)     | 23             |